# ハウ・トゥ・ビカム・クレアヴォヤント
『ハウ・トゥ・ビカム・クレアヴォヤント（How to Become Clairvoyant）は、カナダのロック・ミュージシャン、ロビー・ロバートソンが2011年に発表したスタジオ・アルバム。13年振り、通算5作目のソロ・アルバムに当たる。日本で先行発売された。

## 背景
収録曲のうち3曲はエリック・クラプトンとの共作である。ロバートソンによれば、当初は特に目的もなくクラプトンと共作を楽しんでいたが、数年後にたまたま、その時の録音を聴いて「私達は思っていたよりずっと深く掘り下げていた」と感じたという。そして、クラプトンと共にロンドンで曲を完成させた。更にクラプトンは、12曲中7曲の演奏にも参加している。
「マダムX」にはクラプトンに加えてトレント・レズナーもゲスト参加した。ロバートソンはこの曲について「本当に映画的な曲さ。私はトレントに何か提供してもらいたくて、そして彼は私の言うことを正しく理解して、本当に美しくて忘れられないものを提供してくれた」とコメントしている。
「アクスマン」にはトム・モレロがゲスト参加した。この曲の歌詞には、デュアン・オールマン、スティーヴィー・レイ・ヴォーン、ジミ・ヘンドリックス、ロバート・ジョンソン、T-ボーン・ウォーカー、リンク・レイ、ジャンゴ・ラインハルト、エルモア・ジェームス、アルバート・キング、フレディ・キング、B.B.キングといった多数のギタリストが登場する。

## 反響・評価
アメリカのBillboard 200では13位に達し、ソロ転向後としては初の全米トップ20入りを果たす。また、『ビルボード』のインディペンデント・アルバム・チャート及びロック・アルバム・チャートでは5位、デジタル・アルバム・チャートでは12位を記録した。
イギリスでは2011年4月23日付の全英アルバムチャートで56位を記録し、『ストーリーヴィル』（1991年）以来の全英チャート入りを果たした。
『ローリング・ストーン』誌が選出した「2011年のベスト・アルバム50」では10位にランク・イン。

## 収録曲
特記なき楽曲はロビー・ロバートソン作。8. 12.はインストゥルメンタル。
1. ストレイト・ダウン・ザ・ライン "Straight Down the Line" – 5:20
2. ホェン・ザ・ナイト・ウォズ・ヤング "When the Night Was Young" – 5:05
3. ヒー・ドント・リヴ・ヒア・ノー・モア "He Don't Live Here No More" – 5:46
4. ザ・ライト・ミステイク "The Right Mistake" – 4:30
5. ティス・イズ・ホェア・アイ・ゲット・オフ "This Is Where I Get Off" – 5:09
6. フィアー・オブ・フォーリング "Fear of Falling" (Eric Clapton, Robbie Robertson) – 5:18
7. シーズ・ノット・マイン "She's Not Mine" – 4:28
8. マダムX "Madame X" (E. Clapton, R. Robertson) – 4:46
9. アクスマン "Axman" – 4:36
10. ウォント・ビー・バック "Won't Be Back" (E. Clapton, R. Robertson) – 4:10
11. ハウ・トゥ・ビカム・クレアヴォヤント "How to Become Clairvoyant" – 6:17
12. タンゴ・フォー・ジャンゴ "Tango for Django" (R. Robertson, Marius de Vries) – 3:50

### 日本盤ボーナス・トラック
1. ウォント・ビー・バック - デモ・ヴァージョン "Won't Be Back (demo version)" (E. Clapton, R. Robertson) –3:12

## 参加ミュージシャン
- ロビー・ロバートソン - ボーカル、ギター、キーボード
- エリック・クラプトン - ギター(on #3, #4, #5, #6, #7)、スライドギター(on #3)、ハーモニー・ボーカル(on #3, #7, #10)、アコースティック・ギター(on #6)、ボーカル(on #6)、ガット・ギター(on #8, #10)
- ピノ・パラディーノ - ベース
- イアン・トーマス - ドラムス
- ロバート・ランドルフ - ペダル・スティール(on #1, #11)
- ビル・ディロン - ギター(on #4)、Guitorgan (on #4)
- トム・モレロ - ギター(on #9)
- マーティン・プラドラー - エレクトリックピアノ(on #2)
- マリウス・デ・ヴライス - キーボード(on #3, #4, #7, #10, #12)、ピアノ(on #5, #11)、オーケストラ・アレンジ(on #12)
- スティーヴ・ウィンウッド - オルガン(on #4, #6, #7)
- トレント・レズナー - アディショナル・テクスチャ(on #8)
- ジム・ケルトナー - ドラムス(on #7)
- エルダッド・ゲッタ - ホーン(on #10)、オーケストラ・アレンジ(on #12)
- フランク・マロッコ - アコーディオン(on #12)
- アン・マリー・カルフーン - ヴァイオリン(on #12)
- Tina Guo - チェロ(on #12)
- アンジェラ・マックルスキー - ボーカル(on #2, #4)
- ダナ・グローヴァー - バッキング・ボーカル(on #1, #11)
- アンジェリーナ・ボイド - バッキング・ボーカル(on #2, #4, #5)
- ダリル・ジョンソン - バッキング・ボーカル(on #2, #3, #5)
- ロコ・デルーカ - バッキング・ボーカル(on #2, #3, #5, #7, #9)、ドブロ・ギター(on #7)
- テイラー・ゴールドスミス - バッキング・ボーカル(on #3, #6, #7, #9)
- ミシェル・ジョン - バッキング・ボーカル(on #4, #5, #6)
- シャロン・ホワイト - バッキング・ボーカル(on #4, #5, #6)
- ナタリー・メンドーサ - バッキング・ボーカル(on #11)